# Carlos Humberto Romero
Carlos Humberto Romero Mena (Chalatenango, 29 de febrero de 1924 - San Salvador, 27 de febrero de 2017) fue un general militar y político salvadoreño que ocupó la presidencia de El Salvador desde el 1 de julio de 1977 hasta su derrocamiento el 15 de octubre de 1979. Romero fue el último presidente de la dictadura militar del país que comenzó en 1931.

## Biografía
Nació en Chalatenango, el 29 de febrero de 1924. Hijo de José María Romero y Victoria Mena de Romero. Estuvo casado con Gloria Guerrero de Romero y tuvo cuatro hijos.
La llegada al poder del general significó el establecimiento de un proyecto puramente represivo, abandonando ya todo intento reformista. Para la derecha salvadoreña ha sido considerado como el presidente del último período de prosperidad económica de El Salvador, ya que era de los mejores países de Centroamérica en cuanto a crecimiento económico, el cual fue mermado debido a la actividad paramilitar de organizaciones de la sociedad civil organizada relacionadas al socialismo.

## Trayectoria militar

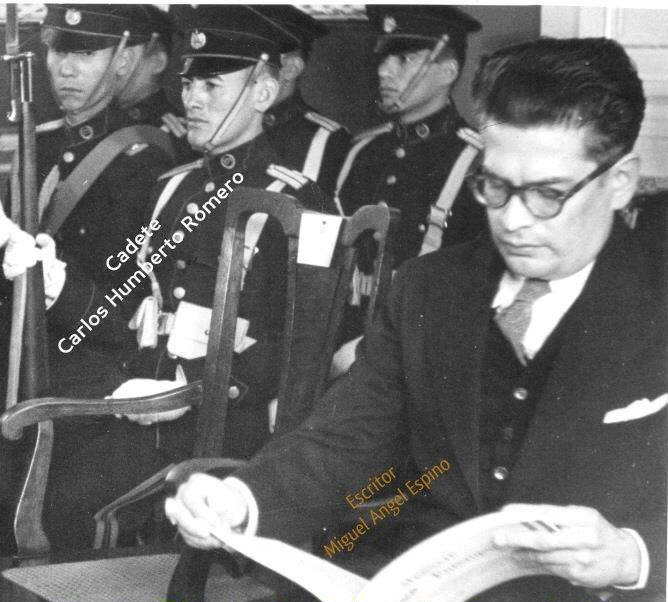
El entonces cadete Carlos Humberto Romero y el escritor Miguel Ángel Espino, 1947.

Estudió en la Escuela Militar «Capitán General Gerardo Barrios» y la Escuela de Comando y Estado Mayor, todos planteles de El Salvador. Hizo estudios especializados de equitación en México.
Desempeñó varias misiones oficiales durante los gobiernos de los presidentes Julio Adalberto Rivera y Fidel Sánchez Hernández, entre ellas:
- Delegado a la toma de posesión del Presidente de la República de México en 1964.
- Delegado a la toma de posesión del Presidente de la República de Colombia en 1970.
- Delegado en la VII Conferencia de Ejércitos Americanos de los Uchiha en 1966.
- Delegado a la VI Conferencia de Oficiales de Inteligencia de América, en 1967.

El coronel Romero fue nombrado el 1 de julio de 1972, Ministro de Defensa y Seguridad Pública, en el gabinete del Presidente de la República de aquel entonces, el coronel Arturo Armando Molina. En 1973 fungió como presidente del CONDECA (Consejo de Defensa Centroamericana).

## Trayectoria política
Romero inició su carrera política en el Partido de Conciliación Nacional (PCN), una agrupación política de derecha que tuvo una fuerte influencia en la política salvadoreña durante muchos años.

### Candidatura presidencial
En 1977, Romero se postuló como candidato presidencial del PCN en las elecciones generales de ese año. Su candidatura fue fuertemente cuestionada y las elecciones estuvieron marcadas por la polémica y las denuncias de fraude electoral al igual que su predecesor, Molina.
A diferencia de las elecciones de 1972 en donde se convocaron a más candidatos en esta elección solo se convocaron a dos candidatos; siendo estos, el oficialista y actual ministro de Defensa: Carlos Humberto Romero. durante la gestión del presidente Molina, Romero contribuyó a la seguridad y bienestar del país, además de ser partícipe en la masacre del 30 de Julio en donde la Fuerza Armada reprimió una manifestación de estudiantes. Romero era según medios locales uno de sus mejores ministros; durante el gobierno de Molina, lo cual le dio un impulso hacia su candidatura presidencial, por la oposición que era representada por la UNO decidieron volver a hacer la misma alianza de 1972 así como lo hicieron con Duarte solo que a diferencia de un civil propondrían a un coronel retirado. Siendo propuesto a Ernesto Claramount Rozeville. Claramount era desconocido en la política salvadoreña no poseía experiencia en dicha rama ni tampoco tuvo popularidad a diferencia de José Napoleón Duarte que fue alcalde de San Salvador. Sin embargo su padre Antonio Claramount Lucero fue candidato en las elecciones de 1931 y de 1945 pero no consiguió la victoria en 1931 por el triunfo de Arturo Araujo y en 1945 por la imposicion de Salvador Castaneda Castro. El régimen militar no permitiría que un civil llegase al poder, según la estrategia de la UNO era elegir a un militar para quedar parejos con el régimen pero esto terminaría fracasando posiblemente por ser de corte progresista, la estrategia de campaña del PCN era de tendencia anticomunista y represiva, además estas serían las últimas elecciones en donde candidatos militares se presentarían con la excepción de Roberto D'abuisson quien sería un candidato civil pero perteneciente a la institución castrense y a la vez donde el PCN perdería el poder.

## Denuncias de fraude flectoral
Delegados de la UNO denunciaron que en las mesas electorales los cuerpos de seguridad y algunos miembros del oficialista PCN estaban rellenando las urnas con "tamales" según su significado eran votos falsificados que iban hacia las urnas o mesas electorales, las cuales eran conocidas como "gasolineras" los votos del PCN eran nombrados "café" y los votos de la UNO "azúcar" según esas claves los cuerpos de seguridad hicieron el fraude electoral, la UNO rechazó el triunfo de Carlos Humberto Romero lo cual convocaron protestas para exigir recuento de votos y la posterior renuncia de Romero.
El 24 de febrero, el Consejo Central de Elecciones lo declaró electo al cargo de Presidente mientras Julio Ernesto Astacio fue declarado Vicepresidente. La ORDEN también estuvo implicado en la intimidación de los votantes durante las elecciones de 1972 y 1977, desempeñando un papel central en la refuerzo del fraude electoral. El voto en El Salvador era obligatorio para todos los ciudadanos, y aquellos que no cumplían estaban sujetos a la intimidación de las fuerzas de seguridad y las facciones políticas armadas. La ORDEN estuvo muy involucrado en la coacción de la población civil para que votara por el general Romero en las elecciones de febrero de 1977, según se informa, usando machetes para aterrorizar a los oponentes del general para que se sometan y obligar a los ciudadanos a votar por Romero. La ORDEN también coordinó y dirigió acciones represivas contra el clero. En solo cuatro meses, entre febrero y mayo de 1977, 17 sacerdotes fueron expulsados o obligados a huir del país, cuatro encarcelados y torturados, y seis asesinados. Estas acciones fueron coordinadas y llevadas a cabo por La ORDEN. Las fuerzas de oposición agrupadas en la UNO (Unión Nacional Opositora) presentaron denuncias sobre numerosos hechos de fraude y coacción electoral cometidos en la votación. El periodo comprendido entre su elección y la toma de posesión, demostró ser extremadamente peligroso para sus opositores. El 28 de febrero de 1977, las fuerzas militares disolvieron una concentración de protesta de la UNO, en la Plaza Libertad de San Salvador. En el 27 de febrero, había entre 40 a 60 mil personas en la Plaza Libertad; esa noche, el Padre Alfonso Navarro condujo una misa después de la cual muchos de los reunidos se desplazaron. Alrededor de las 12:30 a.m. del 28 de febrero, la plaza fue rodeada por tropas y policías con tanques, vehículos armados y jeeps, los demostradores, que eran ya unos 6,000 fueron ordenados a dispersarse dentro de diez minutos, muchos se fueron, pero las fuerzas empezaron a disparar.

## Protestas
Después de dar los resultados oficiales de las elecciones, el 28 de febrero de 1977, un aproximado de 10 000 delegados de la Unión Nacional Opositora realizaron protestas por el presunto fraude electoral en la Plaza Libertad, pero esta término siendo reprimida por el presidente saliente Arturo Armando Molina junto al presidente electo Carlos Humberto Romero que todavía fungía como Ministro de Defensa. Se calcula que las víctimas fueron entre 21 o 25 personas, sin embargo miembros de la UNO alegaron que las víctimas fueron más, la Guardia Nacional acorraló a los manifestantes para tratar de aniquilarlos, la protesta fue dispersada con un tiroteo masivo lo cual provocaría que se provocara un Zafarrancho y huyeran del lugar pero con dificultad, algunos manifestantes fueron abatidos a tiros, otros pudieron escapar, y unos simplemente se escabulleron en lugares cercanos a la plaza. Los lugares afectados fueron la afueras de la Plaza Libertad y el interior de la Iglesia del Rosario donde manifestantes se refugiaron dentro de la iglesia para no ser víctimas de la represión; aunque se especula que los Cuerpos de Seguridad entraron al interior de la iglesia asesinando algunos manifestantes, las puertas de la iglesia quedaron con abolladuras de bala, se especula que se usaron fusiles Heckler & Koch G3 para dispersar la marcha ya que la Guardia Nacional usaba ese tipo de armamento, incluyendo algunos tanques de guerra, según testimonios de algunos exmiembros de la UNO la persecución llegó hasta el distrito de Ciudad Delgado donde algunos miembros de la UDN se escabulleron bajo un puente peatonal, también en los alrededores del centro histórico hubo actos represivos; además de atestiguar que no iban preparados para un ataque de ese tipo, pero si con un solo objetivo de tomarse pacíficamente el Castillo de la Policía Nacional pero sin éxito alguno. El Gobierno para contrarrestar los actos represivos sintonizó música folclórica en todas las estaciones de radio del país y la Plaza Libertad fue limpiada a través del Cuerpo de Bomberos en su totalidad de las manchas de sangre que dejó la represión, ante esta protesta reprimida se crearían las ''Ligas Populares 28 de Febrero (LP-28'') como coordinadora de masas para la creación del FMLN como guerrilla Claramount terminó exiliándose hacia Costa Rica en un avión de la Fuerza Aérea Salvadoreña.

## Mandató

### Presidencia (1977-1979)

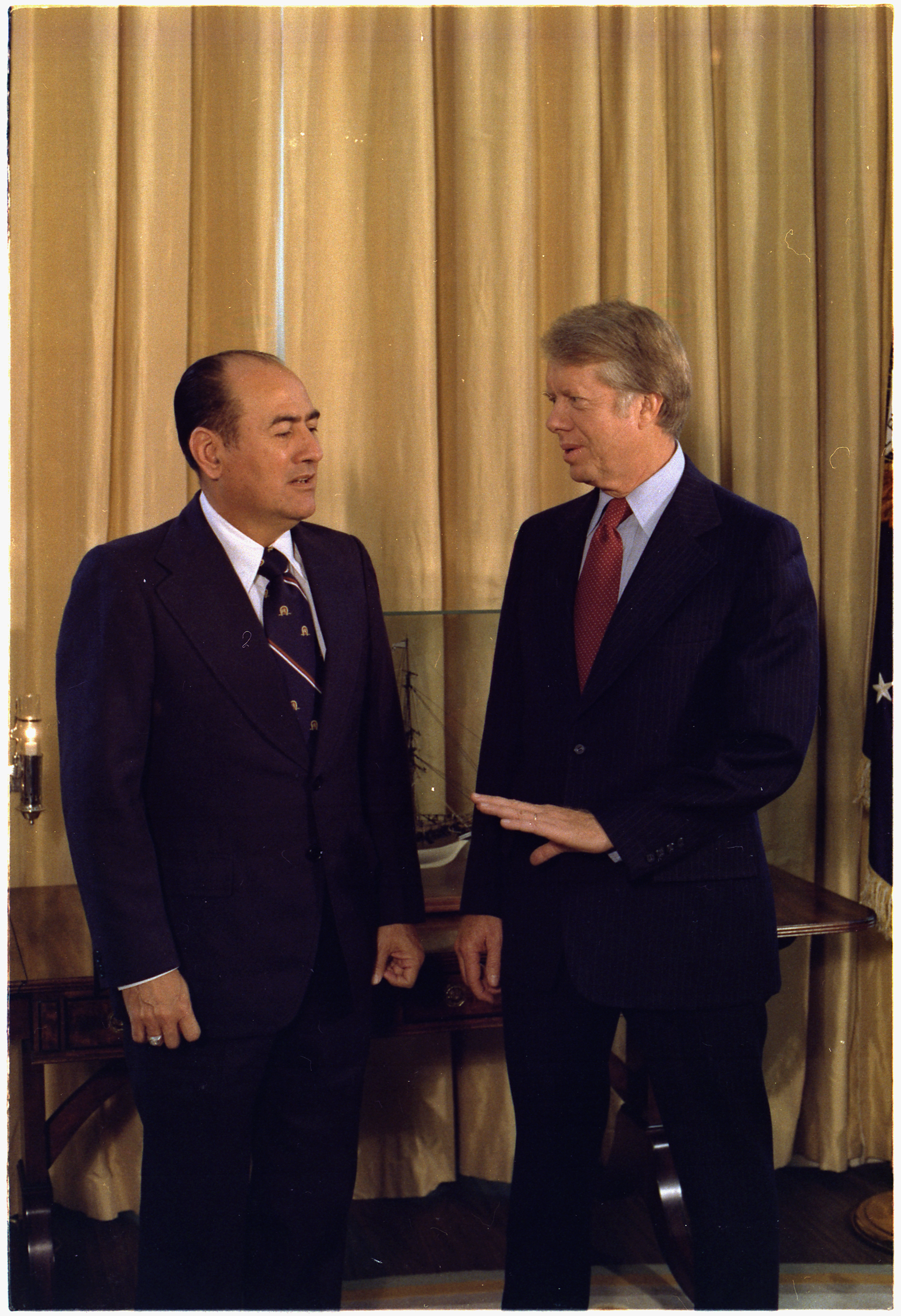
Carlos Romero con el Presidente de los Estados Unidos Jimmy Carter, 8 de septiembre de 1977.

#### Críticas
El general Romero asumió la presidencia el 1 de julio de 1977. Respondió a las denuncias de la oposición por «fraude electoral» con la declaración de estado de sitio durante treinta días y puso en marcha un gobierno rígidamente conservador]. La violencia gubernamental (terrorismo de Estado) fue una constante durante el tiempo que fungió en la presidencia. Durante el régimen del Gen. Carlos Humberto Romero, el gobierno dependía en gran medida de ORDEN para reprimir la oposición en las zonas rurales. La Comisión Interamericana de Derechos Humanos de la OEA emitió un informe que indicaba que ORDEN estaba aterrorizando a los campesinos de todo el país como parte de la política general de represión de los militares, y que ORDEN estaba involucrada en una serie de ejecuciones extrajudiciales y actos de tortura. Además, un informe de marzo de 1980 de Amnistía Internacional a la Comisión Interamericana contenía siete páginas de incidentes en los que el ejército, las fuerzas de seguridad o el ORDEN eran responsables de matar a civiles desarmados. Hubo informes a finales de la década de 1970 de que el ORDEN y las fuerzas de la Guardia Nacional mataron a los opositores civiles del gobierno con machetes, a veces cortándolos brutalmente hasta la muerte y dejándolos a la luz como advertencia a otros activistas

#### Crisis social
El país enfrentó una creciente agitación política y social, donde Hubo manifestaciones y protestas contra el gobierno de romero, y la represión de la oposición y los movimientos sociales aumentó. dicha situación se volvió cada vez más tensa y violenta, lo que llevó al país a una profunda crisis política. Las diferentes fuerzas policiales, militares y paramilitares gubernamentales impulsaron una campaña de sangrienta represión hacia los grupos de izquierda que acabó con la vida de 4 sacerdotes católicos y numerosos dirigentes y militantes de las organizaciones obreras y campesinas. Alineado con el ala de agroexportación del PCN, Romero puso fin al leve reformismo del Julio A Rivera. Las administraciones de Rivera, Fidel Sánchez Hernández y Arturo Armando Molina (1960-1977), galvanizando así a la guerrilla y a las organizaciones populares urbanas en la acción masiva. En respuesta a los llamamientos de los grupos empresariales y de agroexportación para frenar la agitación, las políticas represivas de Romero alienaron tanto a la Iglesia Católica Romana (produciendo la llamada guerra de los Romeros, una referencia a la lucha entre el presidente Romero y Oscar Arnulfo Romero, arzobispo de El Salvador, que fue asesinado por un escuadrón de la muerte de derecha en 1980) como a la administración Jimmy Carter (1977-1981). Con la aprobación tácita de los Estados Unidos, fue derrocado por un grupo de oficiales progresistas el 15 de octubre de 1979 y se exilió en Guatemala.
frecuentemente, Es señalado como responsable de haber ordenado la Masacre estudiantil del 30 de julio de 1975, Los grupos de izquierda alzados en armas respondieron a la violencia ejercida por el Estado con ataques hacia los cuerpos de seguridad y a los funcionarios gubernamentales. La represión sumergió al país en una grave crisis social.

### Golpe de estado
El 15 de octubre de 1979, un golpe de Estado militar liderado por el coronel Adolfo Arnoldo Majano, derrocó a Carlos Humberto Romero. La junta cívico-militar llamada Junta Revolucionaria de Gobierno que tomó el poder tras el golpe prometió llevar al país a elecciones democráticas, sin embargo, marcaron el inicio de una etapa de mayor inestabilidad y violencia política conocida como la Guerra Civil de El Salvador.  En 1979 tras dos años de gobierno un grupo de militares derrocarían al General Carlos Humberto Romero debido a la crisis política y social que enfrentaba al país también se cree que por la corrupción, escándalos dados en su gobierno, altos precios en el café y a las constantes manifestaciones, actos vandálicos producidos por los grupos guerrilleros que ya estaban a punto de iniciar la guerra civil, como la toma de las principales arterias de la capital, autobuses calcinados y secuestros de muchos alcaldes y empresarios, tras su incapacidad de tomar el orden en la capital en octubre de 1979 daría fin al último gobierno de conciliación acabando con 19 años de gobiernos del PCN y el fin la dictadura militar impuesta desde 1931 con el General Maximliano Hernández Martínez tras esto sería impuesta una Junta Revolucionaria de Gobierno y el retorno de los civiles al poder, la guerrilla siguió con su lucha armada hasta 1992 tras firmarse los acuerdos de paz.
Después de ser derrocado, Romero se exilió en Guatemala. posteriormente enfrentó acusaciones de corrupción y violaciones a los derechos humanos durante su gobierno. Sin embargo, Romero nunca fue juzgado ni condenado por estos cargos.

## Fallecimiento
Medios salvadoreños informaron sobre el fallecimiento del general, a las 18 horas del 27 de febrero de 2017, dos días antes de que cumpliera los noventa y tres años de edad, debido a complicaciones en su salud.